# Шапкуль (озеро)
Шапкуль — пресноводное озеро на юге Нижнетавдинского района Тюменской области, в левобережье среднего течения реки Иска, располагается в 52 км к северо-востоку от Тюмени.
Водоём имеет округлую форму. Береговая линия слабо изрезана. Зеркало озера расположено на высоте 58,8 метра над уровнем моря. Площадь водной поверхности — 5,2 км². Длина озера составляет около 3,1 км, максимальная ширина — 2,3 км.
Шапкуль со всех сторон окружён заболоченной местностью, смешанный заболоченный лес подступает к берегам. Западный берег зарастает осокой и камышом. В километре к западу находится деревня Шапкуль с железнодорожной станцией 57 км на линии Тюмень — Тобольск. На юге, на противоположной стороне Иски — озёра Большой Магат и Байрак. Берега низкие, на восточном берегу холм с абсолютной высотой 72,4 м. Острова отсутствуют.